# リンゲルハイムのマティルデ
マティルデ・フォン・リンゲルハイム（Mathilde von Ringelheim, 895年頃 - 968年3月14日）は東フランク王ハインリヒ1世の妻。2人の長子オットーは、のちの神聖ローマ皇帝オットー1世である。英語表記でマティルダ（Mathilda）とも。 カトリック教会の聖人。記念日は3月14日。

## 生涯
マティルデについて現在知られていることは、修道僧コルヴァイのヴィドゥキントの手になる『サクソン人の事跡（Res Gestae Saxonicae）』にある短い記述、および作者不明の二つの聖人伝に基づいている。聖人伝は、それぞれ『ヴィタ・アンティクィオール（vita antiquior、古い伝記）』（974年頃）と『ヴィタ・ポステリオール（vita posterior、新しい伝記）』（1003年頃）と呼ばれている。マティルデはヴェストファーレン伯ディートリヒと妻ラインヒルト・フォン・フリースラントの娘で、伝記作家らによれば、その家系は9世紀のサクソン人の英雄ヴィドゥキントに遡る。マティルデは、祖母が院長を務めるヘルフォルトの女子修道院で育てられた。その美しさと徳性はザクセン公オットーの耳に達した。オットーは息子ハインリヒとマティルデを婚約させた。2人は909年に結婚し、息子3人娘2人を儲けた。夫の死後の王位継承をめぐる問題では、長男オットーではなく次男ハインリヒに肩入れをしたようである。
1. オットー1世
2. バイエルン公ハインリヒ1世
3. ケルン大司教ブルーノ
4. ゲルベルガ - ロートリンゲン公ギゼルベルト（死別）、のち、西フランク王ルイ4世の妻
5. ヘートヴィヒ - 西フランク公ユーグ大公の妻

936年に夫が死去すると、マティルデは息子オットーの宮廷に留まったが、マティルデが自分の慈善事業のために王の財産を流用していると王の側近たちが彼女を告発したと伝えられている。この後、マティルデはしばらくヴェストファーレンのエンガーの修道院に流刑となったが、オットーの最初の妻でアングロサクソンの王女エドギタのとりなしで、マティルデは宮廷へ戻った。
マティルデは祈祷と貧者への施しに熱心なことで知られた。マティルデの最初の伝記作家によれば、マティルデは夜中に熟睡した夫の傍を離れて教会へ祈祷に忍び出たという（この記述はヴェナンティウス・フォルトゥナトゥスによるフランク王クロタール1世妃ラデグンドの伝記の記述に相当に依拠している）。マティルデは多くの宗教的施設を建てた。その中で、クヴェードリンブルクの修道院は聖俗の両面でオットー朝（ザクセン朝）の中心地となった。マティルデと夫ハインリヒはともにこのクヴェードリンブルク修道院に葬られた。もうひとつマティルデが建てたノルトハウゼン（Nordhausen）の修道院では、彼女の伝記のうち少なくともひとつが著されたと思われる。マティルデは死後まもなく聖人として崇敬されるようになり、列聖された。